# Teversham
Teversham är en ort och civil parish i Storbritannien.   Den ligger i distriktet South Cambridgeshire i grevskapet Cambridgeshire i riksdelen England, i den sydöstra delen av landet, 80 km norr om huvudstaden London. Teversham ligger 13 meter över havet och antalet invånare är 2 665.
Terrängen runt Teversham är platt. Runt Teversham är det ganska tätbefolkat, med 149 invånare per kvadratkilometer. Närmaste större samhälle är Cambridge, 5,0 km väster om Teversham. Trakten runt Teversham består till största delen av jordbruksmark.